# Premiership Rugby 2005-2006
Premiership Rugby 2005-06 fu il 19º campionato nazionale inglese di rugby a 15 di prima divisione.
Si tenne dal 2 settembre 2005 al 27 maggio 2006 tra 12 squadre, che si incontrarono nella stagione regolare a girone unico che designò le quattro contendenti ai play-off per il titolo finale.
Da tale stagione iniziò l'accordo di naming con il birrificio irlandese Guinness, ragion per cui il torneo assunse la denominazione di Guinness Premiership.
Fu modificato anche il sistema d'accesso ai play-off: da tale stagione fu inaugurata la consuetudine di ammettervi le prime quattro in classifica con semifinali incrociate tra la prima e la seconda a ricevere in casa propria rispettivamente la quarta e la terza, fatta salva la finale in gara unica allo stadio di Twickenham; eliminata anche la competizione a eliminazione diretta tra i posti di rincalzo per decidere l'ultima squadra ammessa alla Heineken Cup, fu la classifica della stagione regolare a determinare l'ordine di qualificazione: le prime sei della graduatoria si qualificarono all'Heineken Cup, le altre tranne la retrocessa alla Challenge Cup.
Per la prima volta dall'istituzione dei play-off, la squadra vincitrice della stagione regolare fu anche quella che si aggiudicò il titolo: in semifinale il Sale Sharks terminò la striscia di vittorie del London Wasps, tre volte consecutive campione d'Inghilterra, e andò in finale dove batté Leicester, seconda classificata a 3 punti da Sale; per la formazione guidata dal francese Philippe Saint-André si trattò del primo titolo assoluto, nonché secondo, insieme a quello del Newcastle, a uscire dal triangolo Bath-Leicester-London Wasps, conquistatore di 17 dei precedenti 18 titoli.
A retrocedere, dopo 5 stagioni consecutive in massima serie, fu il Leeds Tykes, condannato con due giornate d'anticipo.
Il valore delle marcature, come stabilito dall’IRFB nel 1992, era: 5 punti per ciascuna meta (7 se trasformata), 3 punti per la realizzazione di ciascun calcio piazzato, idem per il drop.

## Squadre partecipanti
- Bath
- Bristol
- Gloucester
- Leeds Tykes
- Leicester
- London Irish (Londra)
- London Wasps (Londra)
- Newcastle (Newcastle upon Tyne)
- Northampton
- Sale Sharks (Sale)
- Saracens (Londra)
- Worcester

## Stagione regolare

### Risultati
|            | 1ª giornata                |       |
| ---------- | -------------------------- | ----- |
| 2-9-2005   | Sale Sharks – Newcastle    | 26-25 |
| 3-9-2005   | Wasps – Saracens           | 11-23 |
| 3-9-2005   | Leicester – Northampton    | 32-0  |
| 3-9-2005   | Leeds – London Irish       | 11-27 |
| 4-9-2005   | Bristol – Bath             | 19-16 |
| 4-9-2005   | Worcester – Gloucester     | 15-15 |
|            |                            |       |
|            | 4ª giornata                |       |
| 24-9-2005  | Gloucester – Northampton   | 28-24 |
| 24-9-2005  | London Irish – Bristol     | 24-22 |
| 25-9-2005  | Leeds – Leicester          | 20-28 |
| 25-9-2005  | Newcastle – Bath           | 16-27 |
| 25-9-2005  | Wasps – Worcester          | 34-20 |
| 25-9-2005  | Saracens – Sale Sharks     | 32-40 |
|            |                            |       |
|            | 7ª giornata                |       |
| 11-11-2005 | Newcastle – London Irish   | 20-23 |
| 11-11-2005 | Sale Sharks – Worcester    | 24-13 |
| 12-11-2005 | Northampton – Wasps        | 13-21 |
| 12-11-2005 | Leicester – Gloucester     | 25-20 |
| 13-11-2005 | Bath – Saracens            | 12-12 |
| 13-11-2005 | Bristol – Leeds            | 32-6  |
|            |                            |       |
|            | 10ª giornata               |       |
| 26-12-2005 | Worcester – Bath           | 18-36 |
| 26-12-2005 | Wasps – Gloucester         | 32-25 |
| 26-12-2005 | Sale Sharks – Northampton  | 34-14 |
| 26-12-2005 | Leeds – Newcastle          | 10-13 |
| 26-12-2005 | Bristol – Leicester        | 15-3  |
| 26-12-2005 | Saracens – London Irish    | 19-20 |
|            |                            |       |
|            | 13ª giornata               |       |
| 27-1-2006  | Bristol – Worcester        | 23-26 |
| 28-1-2006  | Bath – Wasps               | 28-16 |
| 28-1-2006  | Gloucester – London Irish  | 9-13  |
| 28-1-2006  | Leicester – Sale Sharks    | 27-27 |
| 28-1-2006  | Newcastle – Saracens       | 21-16 |
| 28-1-2006  | Northampton – Leeds        | 21-18 |
|            |                            |       |
|            | 16ª giornata               |       |
| 24-2-2006  | Newcastle – Leicester      | 24-16 |
| 24-2-2006  | Leeds – Worcester          | 21-15 |
| 25-2-2006  | Gloucester – Bath          | 15-18 |
| 26-2-2006  | London Irish – Northampton | 30-3  |
| 26-2-2006  | Wasps – Sale Sharks        | 26-16 |
| 26-2-2006  | Saracens – Bristol         | 13-19 |
|            |                            |       |
|            | 19ª giornata               |       |
| 7-4-2006   | Leeds – Saracens           | 13-17 |
| 8-4-2006   | Sale Sharks – Gloucester   | 18-15 |
| 8-4-2006   | Worcester – London Irish   | 10-12 |
| 8-4-2006   | Northampton – Bath         | 24-21 |
| 9-4-2006   | Bristol – Newcastle        | 23-7  |
| 22-4-2006  | Leicester – Wasps          | 20-19 |
|            |                            |       |
|            | 22ª giornata               |       |
| 6-5-2006   | Bath – Worcester           | 25-22 |
| 6-5-2006   | Gloucester – Wasps         | 32-37 |
| 6-5-2006   | Leicester – Bristol        | 32-3  |
| 6-5-2006   | London Irish – Saracens    | 30-18 |
| 6-5-2006   | Newcastle – Leeds          | 54-19 |
| 6-5-2006   | Northampton – Sale Sharks  | 34-36 |

|            | 2ª giornata                |       |
| ---------- | -------------------------- | ----- |
| 10-9-2005  | Bath – Northampton         | 9-17  |
| 10-9-2005  | Wasps – Leicester          | 29-29 |
| 10-9-2005  | Gloucester – Sale Sharks   | 21-18 |
| 11-9-2005  | Newcastle – Bristol        | 14-16 |
| 11-9-2005  | London Irish – Worcester   | 15-20 |
| 11-9-2005  | Saracens – Leeds           | 34-16 |
|            |                            |       |
|            | 5ª giornata                |       |
| 14-10-2005 | Leicester – Newcastle      | 16-16 |
| 14-10-2005 | Sale Sharks – Wasps        | 18-10 |
| 14-10-2005 | Worcester – Leeds          | 22-15 |
| 15-10-2005 | Bath – Gloucester          | 18-16 |
| 15-10-2005 | Northampton – London Irish | 25-23 |
| 16-10-2005 | Bristol – Saracens         | 11-23 |
|            |                            |       |
|            | 8ª giornata                |       |
| 18-11-2005 | Sale Sharks – Leicester    | 24-16 |
| 18-11-2005 | Worcester – Bristol        | 24-15 |
| 20-11-2005 | Leeds – Northampton        | 28-25 |
| 20-11-2005 | London Irish – Gloucester  | 25-10 |
| 20-11-2005 | Wasps – Bath               | 28-20 |
| 20-11-2005 | Saracens – Newcastle       | 27-18 |
|            |                            |       |
|            | 11ª giornata               |       |
| 31-12-2005 | London Irish – Wasps       | 19-35 |
| 31-12-2005 | Gloucester – Leeds         | 31-7  |
| 1-1-2006   | Newcastle – Worcester      | 21-15 |
| 1-1-2006   | Northampton – Bristol      | 29-22 |
| 2-1-2006   | Bath – Sale Sharks         | 9-21  |
| 2-1-2006   | Leicester – Saracens       | 34-27 |
|            |                            |       |
|            | 14ª giornata               |       |
| 10-2-2006  | Gloucester – Leicester     | 34-16 |
| 10-2-2006  | Leeds – Bristol            | 26-16 |
| 11-2-2006  | Worcester – Sale Sharks    | 33-48 |
| 12-2-2006  | London Irish – Newcastle   | 6-9   |
| 12-2-2006  | Wasps – Northampton        | 19-19 |
| 12-2-2006  | Saracens – Bath            | 29-34 |
|            |                            |       |
|            | 17ª giornata               |       |
| 10-3-2006  | Leicester – Leeds          | 26-23 |
| 10-3-2006  | Sale Sharks – Saracens     | 9-15  |
| 10-3-2006  | Worcester – Wasps          | 37-8  |
| 11-3-2006  | Bath – Newcastle           | 20-18 |
| 11-3-2006  | Northampton – Gloucester   | 21-20 |
| 12-3-2006  | Bristol – London Irish     | 20-21 |
|            |                            |       |
|            | 20ª giornata               |       |
| 14-4-2006  | Northampton – Leicester    | 19-24 |
| 15-4-2006  | Gloucester – Worcester     | 27-16 |
| 15-4-2006  | London Irish – Leeds       | 28-24 |
| 15-4-2006  | Bath – Bristol             | 31-16 |
| 16-4-2006  | Newcastle – Sale Sharks    | 32-21 |
| 16-4-2006  | Saracens – Wasps           | 13-12 |

|            | 3ª giornata                |       |
| ---------- | -------------------------- | ----- |
| 16-9-2005  | Sale Sharks – London Irish | 29-3  |
| 17-9-2005  | Worcester – Saracens       | 25-24 |
| 17-9-2005  | Northampton – Newcastle    | 9-16  |
| 17-9-2005  | Leicester – Bath           | 40-26 |
| 18-9-2005  | Leeds – Wasps              | 23-47 |
| 18-9-2005  | Bristol – Gloucester       | 9-41  |
|            |                            |       |
|            | 6ª giornata                |       |
| 4-11-2005  | Wasps – Bristol            | 16-21 |
| 4-11-2005  | Worcester – Leicester      | 15-11 |
| 5-11-2005  | Leeds – Sale Sharks        | 11-17 |
| 5-11-2005  | Gloucester – Newcastle     | 27-20 |
| 5-11-2005  | London Irish – Bath        | 36-13 |
| 5-11-2005  | Saracens – Northampton     | 28-22 |
|            |                            |       |
|            | 9ª giornata                |       |
| 25-11-2005 | Bath – Leeds               | 12-16 |
| 25-11-2005 | Leicester – London Irish   | 35-3  |
| 26-11-2005 | Gloucester – Saracens      | 19-8  |
| 26-11-2005 | Northampton – Worcester    | 21-22 |
| 27-11-2005 | Newcastle – Wasps          | 17-15 |
| 27-11-2005 | Bristol – Sale Sharks      | 22-14 |
|            |                            |       |
|            | 12ª giornata               |       |
| 7-1-2006   | Worcester – Northampton    | 11-15 |
| 8-1-2006   | Saracens – Gloucester      | 9-19  |
| 8-1-2006   | Leeds – Bath               | 25-14 |
| 8-1-2006   | London Irish – Leicester   | 25-28 |
| 8-1-2006   | Wasps – Newcastle          | 21-6  |
| 8-1-2006   | Sale Sharks – Bristol      | 31-29 |
|            |                            |       |
|            | 15ª giornata               |       |
| 17-2-2006  | Leicester – Worcester      | 28-22 |
| 17-2-2006  | Sale Sharks – Leeds        | 35-24 |
| 18-2-2006  | Bath – London Irish        | 28-33 |
| 18-2-2006  | Northampton – Saracens     | 58-17 |
| 19-2-2006  | Bristol – Wasps            | 9-9   |
| 19-2-2006  | Newcastle – Gloucester     | 9-13  |
|            |                            |       |
|            | 18ª giornata               |       |
| 25-3-2006  | Bath – Leicester           | 12-19 |
| 25-3-2006  | London Irish – Sale Sharks | 21-29 |
| 25-3-2006  | Gloucester – Bristol       | 15-20 |
| 26-3-2006  | Newcastle – Northampton    | 13-32 |
| 26-3-2006  | Wasps – Leeds              | 28-0  |
| 26-3-2006  | Saracens – Worcester       | 29-15 |
|            |                            |       |
|            | 21ª giornata               |       |
| 28-4-2006  | Saracens – Leicester       | 12-13 |
| 29-4-2006  | Sale Sharks – Bath         | 38-12 |
| 29-4-2006  | Worcester – Newcastle      | 35-27 |
| 30-4-2006  | Leeds – Gloucester         | 7-31  |
| 30-4-2006  | Bristol – Northampton      | 16-19 |
| 30-4-2006  | Wasps – London Irish       | 37-56 |

### Classifica
| Pos | Squadra      | G  | V  | N | P  | PF  | PS  | DP   | BMP | Pt |
| --- | ------------ | -- | -- | - | -- | --- | --- | ---- | --- | -- |
| 1   | Sale Sharks  | 22 | 16 | 1 | 5  | 573 | 444 | +129 | 3   | 69 |
| 2   | Leicester    | 22 | 14 | 3 | 5  | 518 | 415 | +103 | 4   | 66 |
| 3   | London Irish | 22 | 14 | 0 | 8  | 493 | 454 | +39  | 6   | 62 |
| 4   | London Wasps | 22 | 12 | 3 | 7  | 527 | 447 | +80  | 4   | 58 |
| 5   | Gloucester   | 22 | 11 | 1 | 10 | 483 | 385 | +98  | 10  | 56 |
| 6   | Northampton  | 22 | 10 | 1 | 11 | 464 | 488 | −24  | 8   | 50 |
| 7   | Newcastle    | 22 | 9  | 1 | 12 | 416 | 433 | −17  | 7   | 45 |
| 8   | Worcester    | 22 | 9  | 1 | 12 | 451 | 494 | −43  | 6   | 44 |
| 9   | Bath         | 22 | 9  | 1 | 12 | 441 | 494 | −53  | 5   | 43 |
| 10  | Saracens     | 22 | 8  | 1 | 13 | 433 | 483 | −50  | 7   | 41 |
| 11  | Bristol      | 22 | 8  | 1 | 13 | 393 | 445 | −52  | 7   | 41 |
| 12  | Leeds Tykes  | 22 | 5  | 0 | 17 | 363 | 573 | −210 | 7   | 27 |

## Play-off
|  | Semifinali | Semifinali   | Semifinali |           |             | Finale      | Finale | Finale |  |
|  |            |              |            |           |             |             |        |        |  |
|  | 1          | Sale Sharks  | 22         |           |             |             |        |        |  |
|  | 1          | Sale Sharks  | 22         |           |             |             |        |        |  |
|  | 4          | London Wasps | 12         |           |             |             |        |        |  |
|  | 4          | London Wasps | 12         |           | Sale Sharks | Sale Sharks | 45     |        |  |
|  |            |              |            |           | Sale Sharks | Sale Sharks | 45     |        |  |
|  |            |              | Leicester  | Leicester | 20          |             |        |        |  |
|  | 2          | Leicester    | Leicester  | Leicester | 20          | 40          |        |        |  |
|  | 2          | Leicester    |            |           |             |             |        |        |  |
|  | 3          | London Irish | 8          |           |             |             |        |        |  |

### Semifinali
| Arbitro: | Chris White (Cheltenham) |

|                |      |                  |
| J. Robinson    | mt   |                  |
| C. Hodgson     | tr   |                  |
| C. Hodgson (5) | c.p. | v. Gisbergen (4) |

| Arbitro: | Dave Pearson (Northumberland) |

|                                      |      |       |
| A. Tuilagi Ellis Lloyd (2) G. Murphy | mt   | Magne |
| An. Goode (3)                        | tr   |       |
| An. Goode (3)                        | c.p. | Catt  |

### Finale
| Arbitro: | Dave Pearson (Northumberland) |

| |              | |
| Cueto 8’ Lund 17’ Ripol 40’ Mayor 80’ | mt           | 10’ Moody 70’ Hamilton |
| C. Hodgson 40’ Courrent 80’ | tr           | 10’, 70’ An. Goode |
| C. Hodgson 3’, 31’, 45’, 49’, 64’, 78’ | c.p.         | 35’, 43’ An. Goode |
| C. Hodgson 71’ | drop         | |
| · J. Robinson · Cueto · 67’ M. Taylor · Seveali’i · 68’ Ripol · C. Hodgson · 74’ Wigglesworth · 54’ Faure · 52’ Titterell · Turner · 40’ I. Fernández Lobbe · 75’ C. Jones · J. White · Lund · Chabal | Formazioni   | · G. Murphy · A. Tuilagi 46’ · O. Smith · Gibson · Varndell · An. Goode · Ellis 52’ · Rowntree 60’ · Chuter 63’ · J. White · Cullen 55’ · Kay · Moody · S. Jennings 51’ · Corry |
| · 40’ Schofield · 52’ Bruno · 54’ B. Stewart · 67’ Mayor · 74’ Foden · 75’ Day · 78’ Courrent | Sostituzioni | · Vesty 46’ · Deacon 51’ · Healey 52’ · Hamilton 55’ · Buckland 63’ · Holford 60’                                                                                               |
| Philippe Saint-André | Allenatori   | Pat Howard |

## Verdetti
- Sale Sharks: Campione d'Inghilterra.
- Sale Sharks, Leicester, London Irish, London Wasps, Gloucester, Northampton: qualificate alla Heineken Cup 2006-07.
- Gloucester, Northampton, Newcastle, Worcester, Bath, Saracens, Bristol: qualificate alla Challenge Cup 2005-06.
- Leeds Tykes: retrocessa in National Division One 2006-07.